# Søren Kaj Andersen
 Der er flere personer med dette navn, se Søren Andersen.
Søren Kaj Andersen (født 25. april 1960) er mag.art. i kultursociologi og ph.d. i sociologi. I perioden 1993 til 1995 var han tilknyttet CASA, Center for Alternativ Samfundsanalyse, hvorefter han fik stilling på forskningscentret FAOS, hvor han nu er ansat som centerleder. Hans forskning fokuserer på EU-reguleringens konsekvenser for det danske organisations- og aftalesystem og i relation hertil spørgsmål om, hvordan europæisering og globalisering i bredere forstand påvirker og sætter nye rammer for de danske arbejdsmarkedsrelationer. Han anlægger ofte et tværnationalt perspektiv, hvor relationerne mellem arbejdsmarkedets parter og staten i EU-medlemsstaterne analyseres komparativt. Metodisk trækker han på industrial/employment relations, governance/policy-netværk og konvergens-/divergensteori. Hans to nuværende projekter drejer sig om hhv. den sociale dialog i det udvidede EU og relationerne mellem ledelse og medarbejdere i multinationale virksomheder.
Søren Kaj Andersen har bl.a. publiceret ”The Role of Employers and Trade Unions in Multipartite Social Partnerships” (rapport skrevet med Mikkel Mailand, udg. The Copenhagen Centre, København 2002).